# Pavel Aleksandrovič Stroganov
Pavel Aleksandrovič Stroganov, in russo Павел Александрович Строганов? (Parigi, 7 giugno 1772 – Copenaghen, 22 giugno 1817), è stato un nobile e ufficiale russo.

## Biografia
Era il figlio del barone, e poi conte, Aleksandr Sergeevič Stroganov, e della sua seconda moglie, Ekaterina Petrovna Trubeckaja, figlia del principe Pëtr Nikitič Trubeckoj.
Figlioccio dell'imperatore Paolo I, fu un amico d'infanzia del futuro Alessandro I. Ricevette un'educazione eccellente a casa ed i primi anni della sua giovinezza li trascorse a Parigi, durante la rivoluzione, con il suo tutore Romme. Sotto lo pseudonimo di Paul Očër, fu un giacobino, membro del club "Amici della Legge". A Parigi, era accompagnato da Andrej Nikiforovič Voronichin. Nel 1790 ritorna in Russia, alla morte del padre.

## Carriera
Iniziò la sua carriera militare con il grado di cornetta nel reggimento di cavalleria dal 1779 al 1791, dopodiché divenne un tenente del Reggimento Preobraženskij. Nel 1792 venne nominato Lord of the Bedchamber e nel 1798 divenne ciambellano. Nel 1802 ottenne il rango di consigliere segreto, il titolo di senatore e la posizione di Vice Ministro degli Affari Interni. Nel 1805 partecipò con l'imperatore Alessandro I alla battaglia di Austerlitz.
Nel 1807 si unì nell'esercito volontario e comandò un reggimento cosacco. Il 21 dicembre 1807 venne nominato maggior generale. Poi, il 27 gennaio 1808, entrò nel reggimento Izmajlovskij, combattendo contro gli svedesi nel 1808-1809, sotto il comando del generale Pëtr Ivanovič Bagration, partecipando alla transizione verso le isole Åland.
Dal 1809 al 1811 era nell'esercito sul Danubio e si distinse in diverse battaglie contro i turchi. Il 28 maggio 1809 divenne comandante del reggimento dei granatieri e direttore generale di brigata della 1ª Divisione dei Granatieri. Il 15 settembre 1811 divenne aiutante generale.
Nel 1812 comandò la 1ª Divisione dei Granatieri nella battaglia di Borodino, sostituì il generale Nikolaj Alekseevič Tučkov come comandante del 3º battaglione di fanteria e il 31 ottobre 1812 è stato insignito del grado di tenente generale.
Nel 1813 partecipò alla battaglia di Lipsia. Nel 1814 ha combattuto in Francia. Il 3 settembre 1814 venne nominato comandante della 2º battaglione di fanteria.

## Matrimonio
Nel 1794 sposò la principessa Sof'ja Vladimirovna Golicyna (1775-1845), figlia del principe Vladimir Borisovič Golicyn. Ebbero cinque figli:
- Aleksandr Pavlovič (1794-23 febbraio 1814);
- Natal'ja Pavlovna (1796-1872), sposò il conte Sergej Grigor'evič Stroganov, ebbero sette figli;
- Adelaida Pavlovna (1799-1882), sposò il principe Vladimir Golicyn;
- Elizaveta Pavlovna (1802-1863), sposò il principe Ivan Dmitrievič Saltykov;
- Ol'ga Pavlovna (1808-1837), sposò il conte Pavel Karlovič Fersen.

## Morte
Morì il 22 giugno 1817 nei pressi di Copenaghen. Fu sepolto al Cimitero di San Lazzaro nel Monastero di Aleksandr Nevskij a San Pietroburgo.